# Neopempelia hieroglyphella
Neopempelia hieroglyphella är en fjärilsart som beskrevs av Émile Louis Ragonot 1887. Neopempelia hieroglyphella ingår i släktet Neopempelia och familjen mott. Inga underarter finns listade i Catalogue of Life.